# Hélice de passo variável
Uma hélice de passo variável ou hélice de passo controlável é um tipo de hélice com pás que podem ser giradas em torno de seu eixo para alterar seu ângulo. Hélices reversíveis— aquelas cujo passo pode ser ajustado para valores negativos— podem também criar empuxo reverso para frenagem ou ir para trás sem a necessidade de alterar a direção de giro do eixo.

## Aeronaves

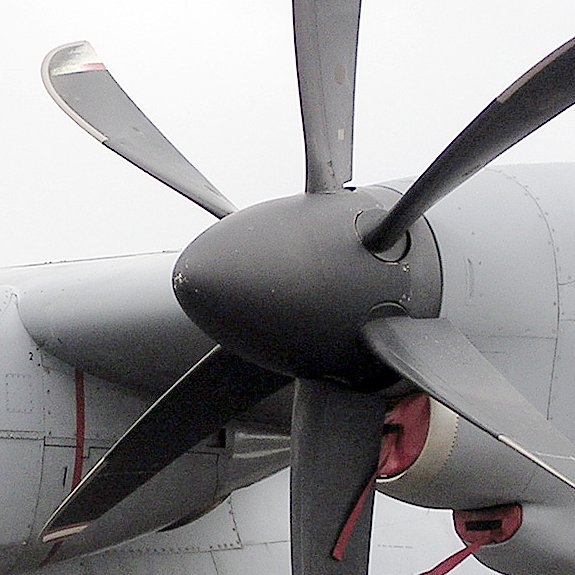
Uma das hélices hexapás do C-130J Super Hercules Dowty Rotol R391, feita de material compósito e com passo reversível

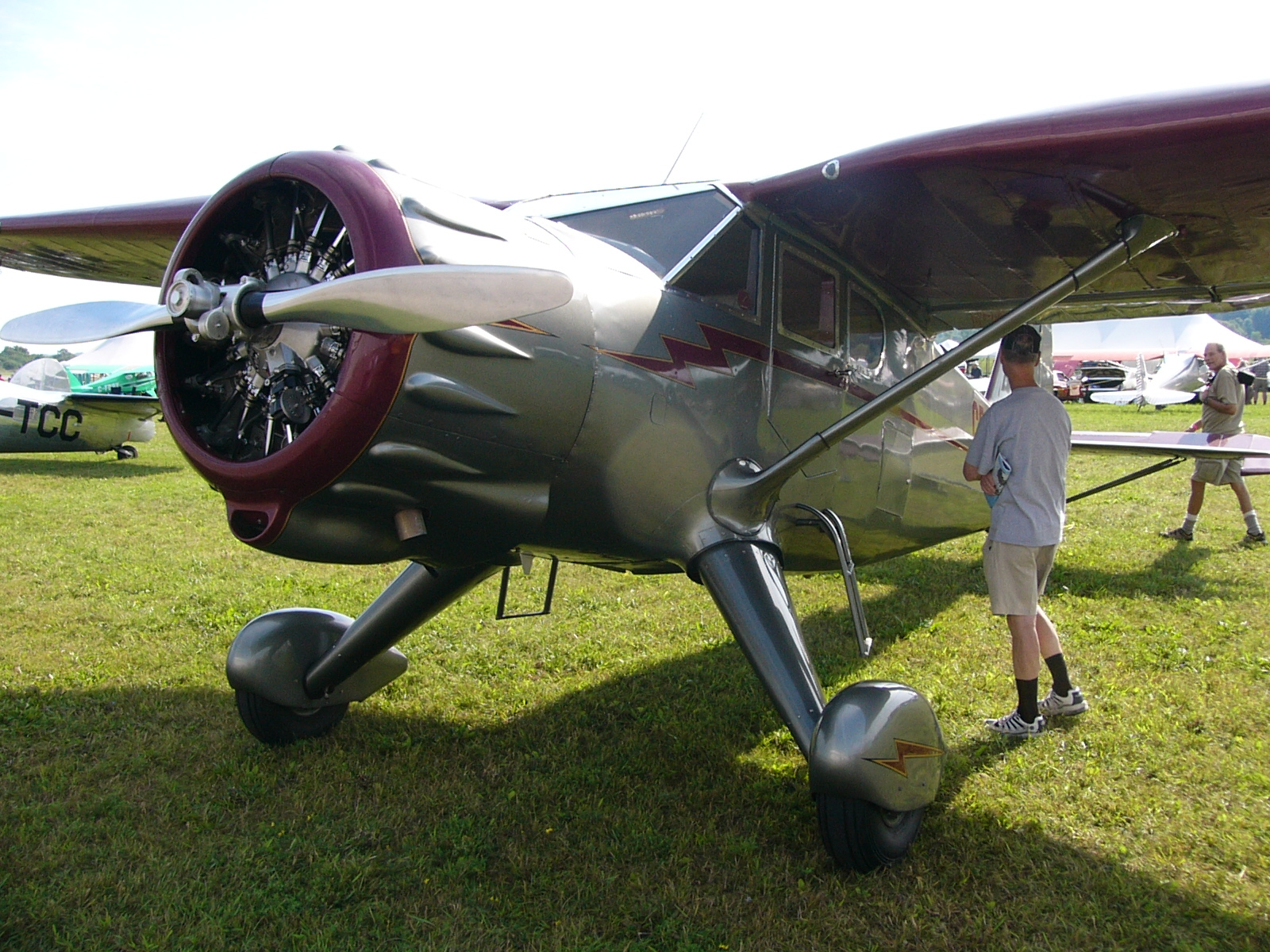
Uma hélice de passo variável Hamilton Standard em um Stinson V77 Reliant de 1943

Hélices cujo passo pode ser ajustado com a aeronave no solo foram usados por várias aeronaves de pioneiros da aviação, incluindo Alliott Verdon Roe e Louis Breguet. Em 1919 L. E. Baynes AFRAeS patenteou a primeira hélice de passo variável automática.
A indústria aeronáutica francesa Pierre Levasseur demonstrou uma hélice de passo variável no Show Aéreo de Paris de 1921, dizendo que havia sido testado pelo governo francês durante dez horas e que podia alterar o passo a qualquer RPM.
O Dr. Henry Selby Hele-Shaw e T. E. Beacham patentearam uma hélice de passo variável operada hidraulicamente (baseado em uma bomba variável) em 1924 e apresentaram perante à Royal Aeronautical Society em 1928, apesar de ter sido recebido com ceticismo sobre sua utilidade. A hélice foi desenvolvida em conjunto com a Gloster Aircraft Company — como Gloster Hele-Shaw Beacham Variable Pitch Propellor — e demonstrada em um Gloster Grebe, onde foi utilizada para manter uma RPM constante.
A primeira hélice de passo variável prática para aeronaves foi introduzida em 1932.
A empresa francesa Ratier foi pioneira em hélices de passo variável de 1928 em diante, contando com uma rampa helicoidal com rolamento de esferas na raiz das pás para operação simples.
Vários projetos foram testados, incluindo pequenas bexigas de ar pressuzirado dentro do cubo da hélice, fornecendo a força necessária para resistir uma mola que alteraria o passo da hélice entre as posições de decolagem e de cruzeiro. Em uma determinada velocidade, um disco na frente do spinner iria pressionar suficientemente uma válvula de liberação de ar da bexiga para aliviar a pressão e permitir que a mola levasse a hélice para ajuste de cruzeiro. Estas hélices "pneumáticas" foram instaladas nas aeronaves DH88 Comet, vencedora da famosa corrida de longa distância Mac Robertson em 1934 e no Caudron C.460, vencedor da Corrida Aérea Nacional de 1936, voado por Michel Detroyat. O uso destas hélices requeria a pré-seleção da hélice para o passo de decolagem em solo. Isso era feito ao pressurizar a bexiga com uma bomba de bicicleta, de onde surgiu o bizarro apelido "Insufladores de hélices (em francês:  Gonfleurs d'hélices) dado aos mecânicos da França até dos dias de hoje.
Tais hélices são usadas em aeronaves a hélice para adaptar a hélice em diferentes níveis de empuxo e em velocidades determinadas para que as pás não estolem, degradando assim a eficiência do sistema de propulsão. Especialmente em cruzeiro, o motor pode operar em seu mais econômico alcance de velocidade rotacional. Cin a exceção de reverter o empuxo para frenagem após o pouso, o passo é normalmente controlado de forma automática sem a intervenção do piloto. Uma hélice com um governador que ajusta o passo da pá de forma que a velocidade rotacional permaneça sempre a mesma é chamada de hélice de velocidade constante, uma hélice com passo controlável que pode manter uma eficiência constante em uma grande variedade de velocidades.
Um tipo comum de hélice de passo controlável é a atuada hidraulicamente; foi originalmente desenvolvida por Frank W. Caldwell da Hamilton Standard, uma divisão da United Aircraft Company. Este projeto o fez receber o Troféu Collier de 1933. A de Havilland subsequentemente comprou os direitos de produção das hélices Hamilton no Reino Unido, enquanto que a britânica Dowty Rotol foi formada para produzir seus próprios projetos. A companhia francesa Pierre Levasseur e a Smith Engineering Co. nos Estados Unidos também desenvolveram hélices de passo controlável. As hélices Smith foram usadas por Wiley Post em alguns de seus voos.
Outro modelo comum foi originalmente desenvolvido por Wallace Rupert Turnbull e refinada pela Curtiss-Wright. Este mecanismo eletricamente operado foi testado pela primeira vez em 6 de Junho de 1927 em Camp Borden, Ontario, Canadá e patenteado em 1929. Recebeu elogio de alguns pilotos da Segunda Guerra Mundial, pois mesmo sem o motor funcionando, a hélice podia ser embandeirada. Em hélices atuadas hidraulicamente, o embandeiramento deve acontecer antes da perda de pressão hidráulica do motor.
Com o avanço tecnológico de aeronaves experimentais e ultraleves, se tornou mais comum o uso de hélices de passo variável em tais aeronaves, tanto as hélices ajustáveis como as de passo variável. A operação hidráulica é cara e pesada e por isso as hélices usadas nestas aeronaves são ativadas mecanica ou eletricamente. O protótipo Silence Twister foi equipado com uma V-Prop, uma hélice de passo variável eletronicamente autocontrolada e autoenergizada.

## Navios

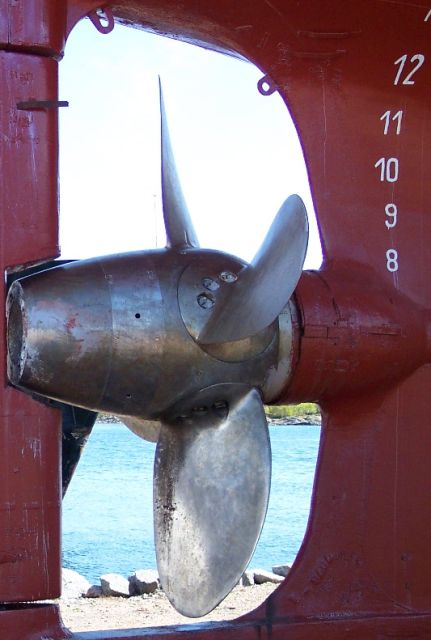
Uma hélice marítima de passo variável

Uma hélice de passo variável pode ser eficiente para uma vasta gama de velocidades rotacionais e condições de carga, uma vez que o passo será variado para absorver o máximo de potência que o motor é capaz de produzir. Quando completamente carregado, um navio obviamente precisa de mais propulsão do que quando vazio. Ao variar as pás da hélice para o passo ótimo, obtém-se uma maior eficiência, economizando combustível. Um navio com uma hélice de passo variável pode acelerar mais rapidamente e desacelerar mais efetivamente, fazendo a parada mais rápida e mais segura. Tais hélices melhoram também a manobrabilidade de um navio ao direcionar um fluxo maior de água para o leme.
Entretanto, uma hélice de passo fixo é mais barata e robusta. Além disso, é tipicamente mais eficiente do que uma hélice de passo variável para uma condição única específica de velocidade rotacional e carga. Logo, os navios que normalmente operam em uma velocidade padrão (como grandes navios cargueiros, petroleiros e porta-contêineres) utilizam uma hélice de passo fixo otimizada para tal velocidade. Em um outro estremo, um narrowboat de canal terá uma hélice de passo fixo por duas razões: a velocidade é limitada a 4 mph (6,44 km/h) (para proteger o canal), e a hélice precisa ser robusta (ao encontrar obstáculos sob a água).
Navios com motores de média ou alta velocidade a diesel ou a gasolina utilizam uma caixa de redução para reduzir a velocidade de saída para a hélice. Um navio equipado com hélice de passo fixa precisa de uma caixa de reversão ou um motor reversível, um navio equipado com hélice de passo variável não precisa. Em um grande navio, a hélice de passo variável requer um sistema hidráulico para controlar a posição das pás. Comparado com uma hélice de passo fixo, uma de passo variável é mais eficiente no reverso, pois o bordo de ataque das pás permanecem como bordo de ataque também no reverso, fazendo com que o formato hidrodinâmico seja ótimo tanto para frente como para reverso.
Durante a década de 1970, o estaleiro Uljanik na Iugoslávia produziu quatro petroleiros (VLCC) com hélices de passo variável– cada um motorizado por dois motores a diesel B & W de 20.000 bhp, girando hélices de passo variável Kamewa. Devido ao alto custo de construção, nenhuma destas embarcações lucraram durante seu tempo de vida. Para tais, as hélices de passo fixo seriam mais apropriadas.
Hélices de passo variável são frequentemente encontrados em rebocadores, navios de cruzeiro, balsas, embarcações cargueiras e grandes barcos pesqueiros. Antes do desenvolvimento destas hélices, algumas embarcações alternavam entre hélices de "velocidade" e de "potência" dependendo da tarefa. Os projetos atuais de hélices de passo variável podem tolerar uma potência máxima de 44.000 kW (60.000 hp).
Tal como uma hélice aeronáutica, uma hélice de passo variável marítima pode ser embandeirada. Isto é prático para veleiros motorizados, fornecendo menor resistência quando o motor não está sendo utilizado. Além disso, quando utilizando o motor (por exemplo, navegando tanto com o motor como com a vela), a hélice pode ser ajustada para incorporar o componente de vento.